# Tápiószele
Tápiószele je město v Maďarsku v župě Pest v okrese Nagykáta.
Má rozlohu 36,99 km² a v roce 2013 zde žilo 5992 obyvatel.

## Historie
Nejstarší doklady lidské činnosti pocházejí z období neolitu (4500–4000 př. n. l.). Archeologické nálezy dokazují, že zde existovala obec už v období vlády Arpádovské dynastie. První písemná zmínka pochází z roku 1219. Ves byla zničena za mongolské invaze, ale na konci 13. století došlo k jejímu znovuosídlení.
Za první světové války odešlo z obce 1510 lidí, 207 se z bojů už nevrátilo.
1. července 2009 získalo Tápiószele statut města.

## Galerie

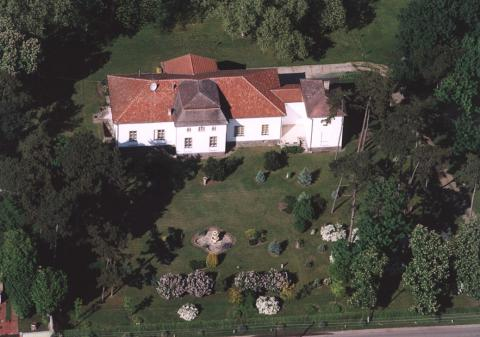
Blaskovichův zámek
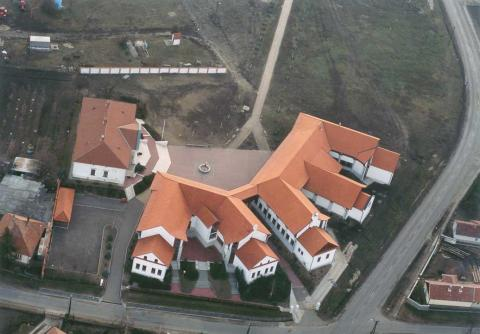
Letecká fotografie
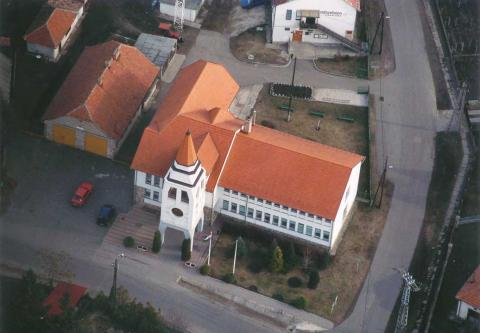
Radnice